# Малък Узен
Малък Узен (на руски: Ма̀лый Узѐнь; на казахски: Кіші Өзен) е река в Европейска Русия, Саратовска област и Казахстан, Западноказахстанска област. Дължината ѝ е 628 km. Влива се в безотточните Камъш-Самарски езера в северната част на Прикаспийската низина
Река Малък Узен води началото си от крайните западни склонове на възвишението Общ Сърт на 102 m н.в., на 3 km североизточно от град Ершов, Саратовска област. До село Питерка (районен център), Саратовска област реката тече в посока юг-югозапад, а след това – на юг-югоизток през степни и полупустинни райони. Дължината на реката при пълноводие е 628 km, но действителната дължина, по която има целогодишно водно течение е около 300 km. По цялото си протежение долината на реката е сравнително дълбока спрямо околния равнинен терен със стръмни брегове. В някои участъци има прагове и бързеи. В горното течение водата е целогодишно сладка, в средното и долно течение – в края на лятото, а през есента и зимата водата става горчиво-солена и е негодна за позване. При пълноводие се влива в Камъш-Самарските езера, на -10 m н.в., при село Нова Казанка, Западноказахстанска област на Казахстан. Камъш-Самарските езера представляват обширна система от малки горчиво-солени езера и блата.
Водосборният басейн на Малък Узен обхваща площ от 13 200 до 18 250 km2, тъй като границите на водосборния му басейн не могат да бъдат точно определени. Във водосборния басейн на реката попадат части от териториите на Саратовска област, Русия и Западноказахстанска област, Казахстан.
Границите на водосборния басейн на реката са следните:
- на югозапад – водосборния басейн на река Солена (Ашиозек), пресъхваща в северната част на Прикаспийската низина;
- на запад – водосборните басейни на реките Еруслан и Торгун, леви притоци на Волга;
- на север – водосборния басейн на река Малък Иргиз, ляв приток на Волга;
- на изток – водосборния басейн на река Голям Узен, пресъхваща в северната част на Прикаспийската низина.

Река Малък Узен получава много малко притоци, като най-голям е река Паника.
По течението на реката са разположени град Ершов и село Питерка (районен център) в Саратовска област и няколко малки села в Западноказахстанска област.
Водите на реката в горното и средното ѝ течение се използват за напояване на обширните обработваеми района. През 1973 г. е изграден Саратовския напоителен канал, по който от 15 април до 15 ноември постъпва вода в извора на реката от река Голям Иргиз с дебит от 13,2 m3/s. В резултата на това хидроложкия режим на Малък Узен рязко се изменя и през сухия летен сезон се наблюдава постоянен воден отток по цялото протежение на реката.